# Eleições legislativas em Manipur (2007)
As eleições legislativas de 2007 em Manipur elegeram os 60 membros da 9ª Assembleia Legislativa de Manipur que é um estado da Índia.
Este acto eleitoral efectuou-se em três fases, durante o mês de Fevereiro de 2007. No total do estado estavam inscritos cerca de 1,7 milhão de eleitores numa população de cerca de 2,4 milhões de pessoas.

## 8 de Fevereiro
Na Primeira Fase decidiram-se 19 lugares da Assembleia Legislativa referentes a 3 Distritos Eleitorais. a afluência às urnas neste primeiro dia foi de cerca de 80%.
| Distrito | Lugares |
| -------- | ------- |
| Thoubal  | 10      |
| Senapati | 6       |
| Ukhrul   | 3       |

## 14 de Fevereiro
Na Segunda Fase desta eleição foram eleitos 29 deputados em 3 Distritos Eleitorais do estado. Estavam inscritos nas listas 738.679 eleitores para decidirem a sorte de 155 candidatos.
A afluência às urnas neste segundo dia foi de cerca de 85%.
| Distrito                      | Lugares |
| ----------------------------- | ------- |
| Imphal Oeste                  | 13      |
| Imphal Este (excepto Jiribam) | 10      |
| Bishnupur                     | 6       |

## 23 de Fevereiro
A última fase desenrolou-se em 4 Distritos Eleitorais e decidiu a escolha de 12 deputados entre 76 candidatos. A afluência à urnas foi de cerca de 80%.
.
| Distrito              | Lugares |
| --------------------- | ------- |
| Churachandpur         | 6       |
| Tamenglong            | 3       |
| Chandel               | 2       |
| Imphal Este (Jiribam) | 1       |

## Resultados finais
O Partido do Congresso conseguiu a supremacia no parlamento deste estado, com a conquista de metade dos lugares. Os restantes 30 assentos foram divididos por 5 outros partidos e 10 candidatos independentes.
| Partido                           | Lugares |
| --------------------------------- | ------- |
| Partido do Congresso              | 30      |
| Partido do Congresso Nacionalista | 5       |
| Partido do Povo de Manipur        | 5       |
| Partido Comunista da Índia        | 4       |
| Rashtriya Janata Dal              | 3       |
| National People's Party           | 3       |
| Independentes                     | 10      |
| Total                             | 60      |